# Zarzouna
Zarzouna o Jarzouna (àrab: جرزونة, Jarzūna) és una ciutat de Tunísia a la governació de Bizerta, situada a l'est de Bizerta, a l'altre costat del canal que manté obert al mar el llac de Bizerta. Està unida a Bizerta pel pont mòbil que va des de l'extrem de la zona franca de Bizerta fins a la ciutat. Acull la Facultat de Ciències de la Universitat de Bizerta. Té una població de més de cinc mil habitants i és capçalera d'una delegació que inclou els nuclis de Menzel Djemil i El Azib i per l'est arriba fins al cap de Ras Zebib, amb una població de 21.120 habitants.

## Administració
És el centre de la delegació o mutamadiyya homònima, amb codi geogràfic 17 52 (ISO 3166-2:TN-12), dividida en quatre sectors o imades:
- Zarzouna Ouest (17 52 51)
- Zarzouna Est (17 52 52)
- Zarzouna Nord (17 52 53)
- Zarzouna Sud (17 52 54)

Al mateix temps, forma una circumscripció o dàïra (codi geogràfic 17 11 12) de la municipalitat o baladiyya de Bizerta (17 11). La circumscripció s'estén pels quatre sectors de la delegació homònima.